# Choreutis agalmatopa
Choreutis agalmatopa är en fjärilsart som beskrevs av Edward Meyrick 1926. Choreutis agalmatopa ingår i släktet Choreutis och familjen gnidmalar. Inga underarter finns listade i Catalogue of Life.